# ادارانته
ادارانته (به انگلیسی: Adaranthe) در هند است که در کارناتاکا واقع شده‌است.